# Blackgaze
Blackgaze ist ein Subgenre des Metal mit deutlichen Einflüssen aus Post-Rock, Shoegazing und Black Metal.

## Stilistische Einordnung

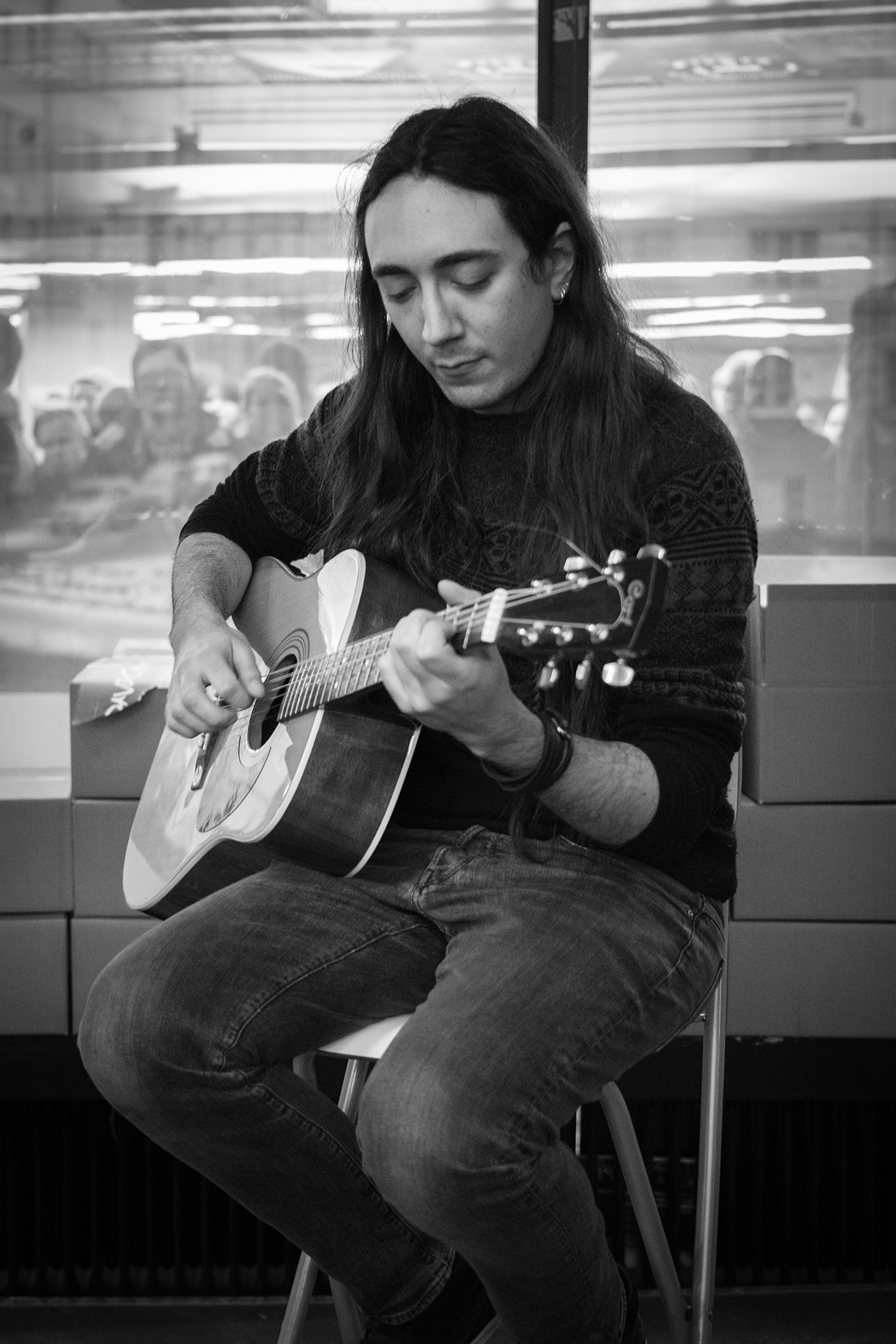
Stéphane „Neige“ Paut von Amesoeurs, Alcest und Lantlôs

Die Musik ist durch eine Mischung aus Post-Rock- bzw. Shoegazing- und Black-Metal-Elementen gekennzeichnet, welcher durch die Nutzung von Lautstärke- und Tempowechseln eine dem Post-Metal nahestehende Intensität zugeschrieben wird. Oft werden auch Elemente aus Ambient und Neofolk in die Musik eingebunden. Melodische und mehrstimmige Gitarrenwände sowie elektronische Effektgeräte und Synthesizer sind dem Shoegazing und Post-Rock ebenso nahe wie lange ruhige Passagen, bei welchen Hall- und Flanger-Effekte genutzt werden. Auf den skandinavischen Black Metal, insbesondere auf Burzum, beziehen sich die Interpreten in der häufigen Riff-Wiederholung und der als hypnotisch, mystisch und spirituell beschriebenen Atmosphäre. Ebenso nutzt der Gesang die bekannten Merkmale aus Keifen und Schreien der skandinavischen Szene, wechselt diese Variante jedoch häufiger mit Klargesang ab. Die Musikstücke verzichten meist auf die klassische Pop- und Rockstruktur des Strophe-Refrain-Strophe-Wechsels und erstrecken sich nicht selten über einen für Rockmusik unüblichen Zeitraum.

„Dass die Stücke sich auch mal jenseits der zehn Minuten-Grenze einpendeln, unterstützt die fast schon körperliche Erfahrung der Musik. Es sind diese Ausflüge ins Psychedelische, in den Postrock, zum Shoegazer, die die Alben auf eine neue Evolutionsstufe heben.“

Markus „Herbst“ Siegenhort, Gründungsmitglied der zeitweiligen Blackgaze-Bands Líam und Lantlôs, beschreibt den Stil hingegen kritisch als „langweiliges“ und „stagniertes“ Genre mit einer simplen Struktur: „Es sind immer 12-Minuten-Tracks, die fünf Minuten Intro haben und dann kommt ein bisschen Post Rock mit Blastbeats und Geschrei drunter.“
Haela Hunt Hendrix von Liturgy erfand für diese dynamische Variante des Schlagzeugspiels aus langen ruhigen Passagen mit eruptiven Blastbeateinsätzen den Ausdruck Burst Beat. Liturgy, welche insbesondere mit diesem oft weicher abgemischtem dynamischen Schlagzeugspiel bekannt wurden, lehnten die Idee an dem Song No More Sorry von My Bloody Valentine an. Das Gitarrenspiel basiert wie im Post-Rock und Shoegazing häufig auf offenen Akkorden, bei welchen leere, nicht gegriffene Saiten mit gegriffenen Saiten gleichzeitig angeschlagen werden. Herbst benennt ebenso die Verwendung von dissonanten Bordun-Klängen, als wesentliches dem Post-Rock nahe stehendes Musikelement, das sich unter anderem bei Lantlôs wiederfindet. „Es sind immer zwei Töne, die nicht konsonant sind, zum Beispiel mit einer Septime oder None Abstand, und darunter dann andre Bässe – und eben die leere Saiten.“

## Verhältnis zum Post-Black-Metal
Die Vertreter des Blackgaze werden gemeinsam mit Interpreten wie Nachtmystium oder Twilight auch dem Begriff Post-Black-Metal untergeordnet. Der Terminus Post-Black-Metal fungiert in dieser Interpretation jedoch als Sammelbegriff für moderne Entwicklungen, die sich stilistisch auf den Black Metal berufen. Brad Sanders bezeichnet nach The Quietus Post-Black-Metal als ein Ideal, das sich von der Ideologie und der nachhaltigen Bedeutung des skandinavischen Black Metal löst und Black Metal als Stilelement, ohne nihilistischen, misanthropischen und satanischen Bezug, nutzbar macht. Auch Herbst von Lantlôs folgt dieser Interpretation des Begriffs und distanziert sich explizit von der synonymen Nutzung des Ausdrucks Post-Black-Metal für den Blackgaze.

„I’m totally okay with post-black metal, because it means black metal and beyond. But I hate the shoegaze/post-rock black metal being used as a synonym for post-black metal, because it isn’t the same thing.“

„Post-Black-Metal ist total Okay für mich, denn es bedeutet Black Metal und darüber hinaus. Aber ich hasse es, dass Post-Black-Metal synonym für diese Shoegazing/Post-Rock-Black-Metal-Sache genutzt wird, denn es ist nicht das Gleiche.“

## Ideologie
Die Musik orientiert sich zum Teil am Stil der als Zweite Welle des Black Metals populären Bands, wird jedoch aufgrund der fehlenden satanischen Inhalte nicht als Subgenre des Black Metals rezipiert. In Berichten über das Genre wird auf diese Unterscheidung häufig verzichtet. So wird das in der Mitte der 2000er Jahre entstandene Genre gelegentlich der dritten Welle des Black Metal zugeordnet, ohne sich auf die zugehörigen ideologischen Wurzeln zu berufen.
Die Initiatoren des Blackgaze sehen sich vornehmlich musikalisch in der Tradition des Black Metal. Sowohl auf die satanische und nihilistische Ideologie als auch viele ästhetische Stilelemente des Black Metal, wie Corpsepaint, Petruskreuze, Nieten- und Patronengurte wird weitestgehend verzichtet.
Hingegen sehen sich viele der Blackgaze-Vertreter in einer metaphysischen und esoterischen Tradition und postulieren eine gegen die urbanisierte Gesellschaft gerichtete Systemkritik, ohne eine spezifische politische Richtung vorzuweisen.

„Für mich ist es so offensichtlich, dass Black Metal ein Weg ist aus der Entfremdung und Hoffnungslosigkeit, die man fühlt, wenn man von der Quelle des Lebens abgekappt ist, also von unserem Planeten an sich.“

„Ich denke, dass wir uns alle nach einfacheren Zeiten sehnen, frei von den erstickenden Zwängen moderner Existenz. Wir möchten alle gern uneingeschränkt von den Gaben der Natur leben können.“

Mit dieser lebensbejahenden Haltung repräsentieren die Blackgaze-Interpreten Robert Iwanetz zufolge „die völlige Umkehrung der europäischen Black-Metal-Attitüde. Nachhaltigkeit statt Zerstörung. Leben statt Sterben.“

## Geschichte

### Vorläufer

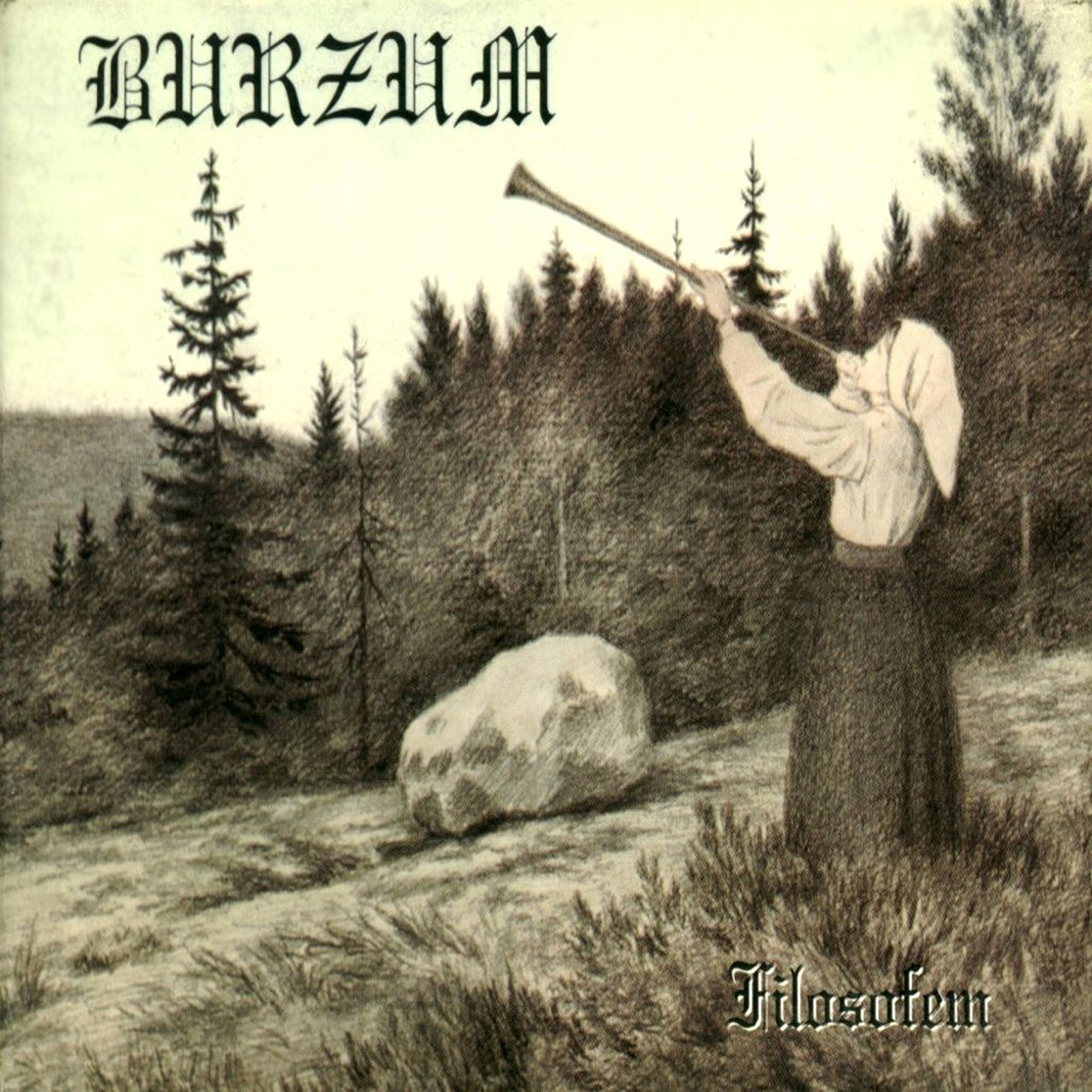
Filosofem von Burzum gehört zu den wichtigen Alben der zweiten Welle des Black Metal, die sich auf den Post-Black-Metal auswirkten.

In ihrer romantischen, ästhetischen und esoterischen Auffassung des Black Metal beziehen sich Interpreten wie Wolves in the Throne Room, Alcest und Amesoeurs insbesondere auf die ersten vier Veröffentlichungen des norwegischen Projektes Burzum, welches gelegentlich auch als musikalischer Vorläufer bezeichnet wird.

„Burzum war zweifellos eine der ersten Bands, die ihren Riffs Melancholie implizierte, außerdem eine der ersten Gruppen, welche die Hörer durch lange Stücke und Melodien wandeln liess, die auf verschiedene Bilder hinwiesen.“

Als wegweisendes Album für den Blackgaze gilt auch das 2002 erschienene The Mantle von Agalloch, welches „in so nie gehörter Form Elemente aus Black Metal, Neo-Folk, Progressive- und Post Rock sowie Ambient“ kombinierte.
Als weitere Interpreten, welche die Idee der Verbindung von Black-Metal- und Post-Rock-Elementen vorwegnahmen, werden vor allem Forgotten Woods, Weakling, Fleurety, Ved Buens Ende, Arcturus, Nocte Obducta und In the Woods… betrachtet, deren grundlegende Herangehensweise jedoch zumeist avantgardistisch und weniger romantisch metaphysisch angelegt war. Annatar von Sombres Forêts nennt diese Bands auch eine „erste Welle“ des Post-Black-Metal.
Im Spektrum des Post-Metal nutzten auch vereinzelte Interpreten wie Callisto 2004 auf True Nature Unfolds oder Year of No Light 2006 auf Nord musikalische Elemente des Black Metal und griffen so dem Post-Black-Metal vorweg. Callisto gilt unterdessen für Musiker wie Fursy Teyssier von Amesoeurs und Les Discrets als wichtige Inspiration, und auch weitere Vertreter des Post-Metal wie Isis werden von Blackgaze-Musikern als Einfluss bezeichnet.

### Entstehung des Genres

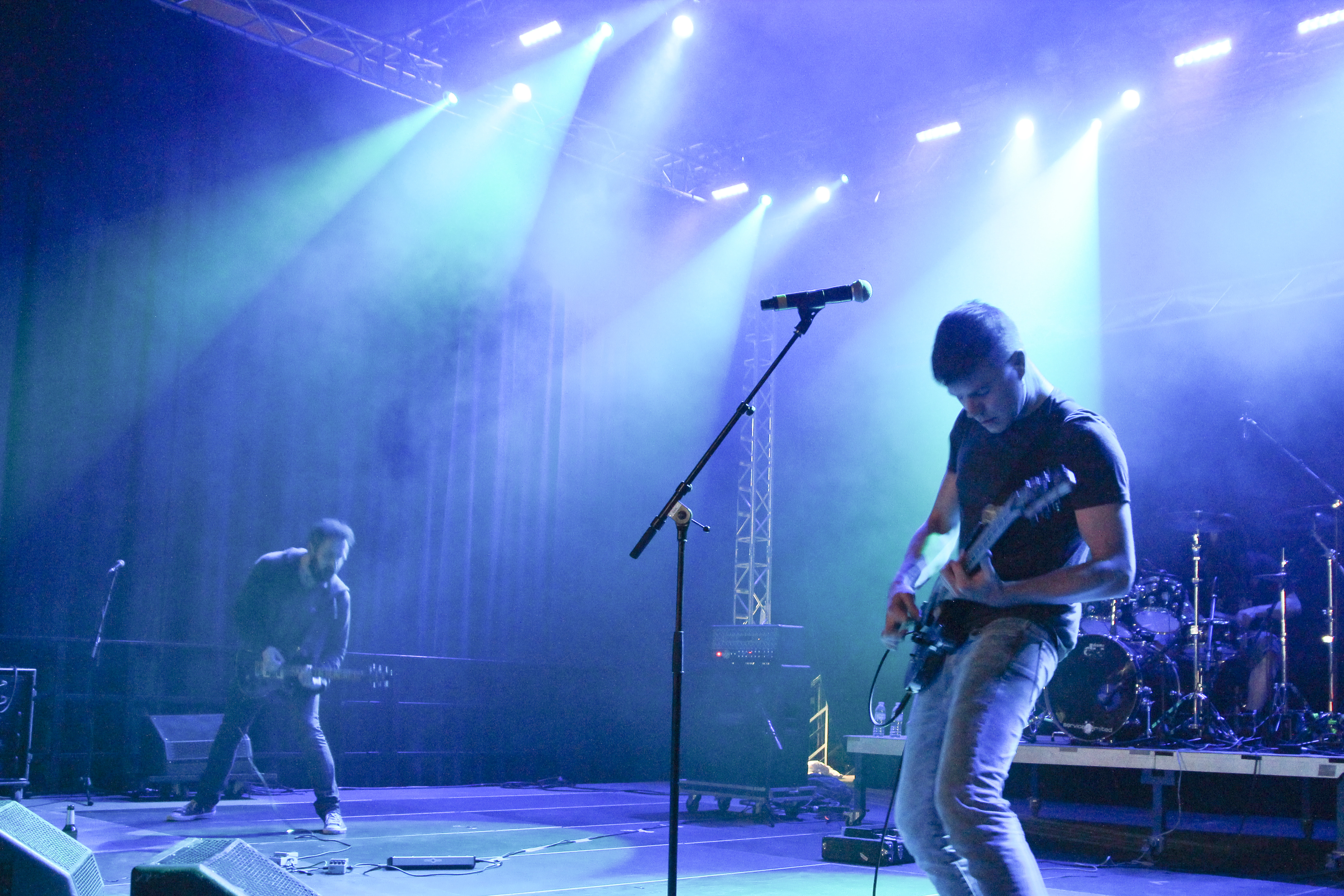
Altar of Plagues 2013 Live in Leipzig.

Der Band Alcest wird eine besondere Bedeutung für die „schleichende Symbiose von Shoegaze, Post-Rock à la Explosions In The Sky und norwegischem Black Metal“ zugeschrieben. Ihre 2005 erschienene auf 1000 Stück limitierte EP Le Secret „charakterisiert den Shoegaze-Klang mit spacigen Gitarreneffekten, im Hintergrund verweilenden Vocals und Stimmungen und Rhythmen, welche normalerweise für die Alternative/Indie-Rock-Szenen vorbehalten sind“.
Ab dem Jahr 2006 etablierte eine Vielzahl an Projekten die Mischung aus Shoegazing, Post-Rock und Black Metal. In diesem Jahr debütierten Wolves in the Throne Room mit Diadem of 12 Stars und Amesoeurs mit der EP Ruines Humanies. Einige der nachfolgenden Interpreten wie Altar of Plagues, Lantlôs oder Líam bezogen sich direkt auf Wolves in the Throne Room oder Amesoeurs. An Lantlôs beteiligte sich Stéphane „Neige“ Paut seit 2010, Neige reanimierte zudem Alcest als Soloprojekt. Weitere Projekte wie Fen, Liturgy oder Heretoir schlugen innerhalb kurzer Zeit eine ähnliche Richtung ein.
Der Amesoeurs-Gitarrist Fursy Teyssier gründete nicht nur das Projekt Les Discrets, sondern zeichnete sich auch durch das Cover- oder Booklet-Design für Alben und EPs von Amesoeurs, Alcest, Lantlôs, Agalloch, Les Discrets, Sombres Forêts sowie Arctic Plateau aus. Seine Tätigkeit trug zu der Wahrnehmung der verschiedenen Projekte und Bands als ein zusammenhängendes Genre bei.

## Rezeption

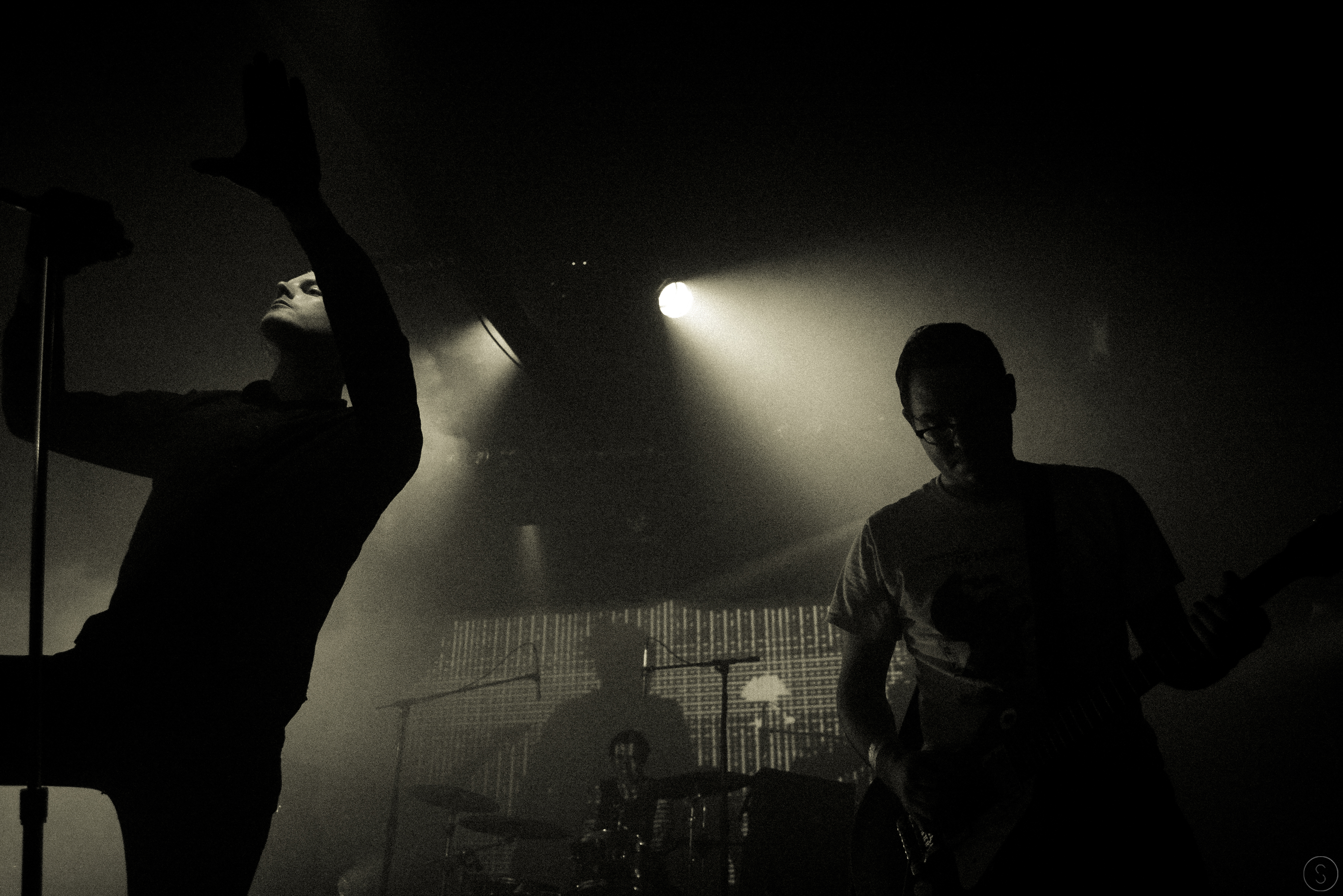
Deafheaven 2013 Live in Spanien.

Nach den Anfängen des Genres konnten sich Interpreten des Blackgaze und Post-Black-Metal in Alternative-Zeitschriften wie Spin, Spex und Visions etablieren und erschlossen damit ein Publikum, welches bis dahin nur wenig Berührungspunkte mit dem Black Metal aufwies. Die Band Deafheaven erreichte unter anderem die Visions-Toppositionen der Alben- (Platz 3, Kritiker) und Coverwertungen (Platz 1, Kritiker) des Jahres 2013. In einem ähnlichen Zeitraum beschäftigten sich auch Teile des deutschen Feuilleton mit dem Genre und seinen Interpreten. Insbesondere die Band Liturgy wurde 2007 in diversen Zeitungen und Magazinen, die nicht primär musikalisch orientiert und in der Regel noch weniger am Black Metal interessiert sind, besprochen. Hierbei wurde Sunbather von Deafheaven von der Internetpräsenz der Süddeutschen Zeitung zum Album des Jahres 2013 gekürt. Während Bands wie Liturgy, Deafheaven und Wolves in the Throne Room den Blackgaze in den Feuilleton und die Alternative-Musikpresse trugen, wird dem französischen Projekt Alcest eine besondere Bedeutung hinsichtlich des Erfolges und der Verbreitung des Genres zugeschrieben.

„Man tourte 2011 durch die halbe Welt und spielte sich in die oberste Liga der sphärisch-verträumten Geschmacksmenschen, die die Verknüpfung von Black Metal und Shoegaze gerne als ‚Blackgaze‘ bezeichnen und Alcest huldigen, als wären sie Propheten einer neuen Ära.“

In der traditionellen Black-Metal-Szene hingegen werden diese Bands unter anderem wegen ihrer Ausrichtung und ihrer Annäherung an ein black-metal-fremdes Publikum abgelehnt:

“To be honest, I haven’t seen anything anywhere that can compete with our scene in Sweden. Especially not in the USA! I spit scornfully at their feeble attempts of being ‘innovative’ and taking Black Metal into the living rooms of normal citizens. Fuck you!”

„Um ehrlich zu sein, ich habe nirgendwo irgendetwas gesehen, das sich mit unserer Szene in Schweden messen kann. Insbesondere nicht in den USA! Ich spucke verachtungsvoll auf ihre schwachen Versuche, ‚innovativ‘ zu sein und Black Metal in die Wohnzimmer normaler Bürger zu tragen. Fickt Euch!“

## Vertreter
- Alcest
- Altar of Plagues
- Amesoeurs
- Deafheaven
- Exulansis
- Falloch
- Heretoir
- Lantlôs
- Liturgy
- MØL
- Sterbefall
- Sylvaine
- Vouna
- Wolves in the Throne Room